# MAXIMUM
『MAXIMUM』（マキシマム）は、日本の女性ダンス・ボーカルグループMAXの初のオリジナルアルバムである。

## 内容
- ヒットしたシングル5枚が収録された1stアルバム。
- 初回限定盤のみヴェルファーレの入場無料チケット封入。
- デビュー曲「恋するヴェルファーレダンス 〜Saturday Night〜」を除く全ての収録曲がユーロビートのカバー楽曲で占められている。このような手法は安室奈美恵 with SUPER MONKEY'Sの1stアルバムでも見られたが、この作品のヒット後、ユーロビートのカバーがライジングプロダクションからデビューする女性アイドルグループ（D&D、Folder5、HINOIチーム）の1stアルバムのプロデュース手法として定着した。
- オリコン週間アルバムチャートで初登場首位を獲得、その後通算4週（合算週含む）にわたって首位を獲得し、ミリオンセラーを達成。
- 2012年3月21日、「エイベックス創業25周年カウントダウンイヤー企画第1弾」として、「マスターピース・シリーズ」紙ジャケットで再リリースされた。
- オリジナル版はCD-EXTRA仕様となっており、PCで再生すると当時avexが行っていたプロパイダーサービスavex networkのプロモーションが収録されていた他、ジャケット写真の静止画が収録されており、ごく一部のビデオCDプレイヤー・DVDプレイヤーなどで再生するとジャケット写真が表示される仕掛けがあった。
  - シングルGive me a Shake、Ride on time、Love impactでも同様の仕様が収録された。
  - 上記2012年の紙ジャケ版ではこの仕様は廃され、通常のCD-DAとしてリリースされた。

## 収録曲
カッコ内はオリジナル楽曲のタイトルとアーティスト。
1. LOVE LOVE FIRE (LOVE LOVE FIRE / ROXANNE)
作詞：えびね遊子 / 作曲：GROOVE SURFERS / 編曲：星野靖彦
2. EXTASY (EXTASY / DJ NRG)
作詞：えびね遊子 / 作曲・編曲：GROOVE SURFERS
3. TORA TORA TORA (TORA TORA TORA / DOMINO)
作詞：鈴木計見 / 作曲・編曲：TIGER BOYS
3rdシングル。
4. SO MUCH IN LOVE (SO MUCH IN LOVE / QUEEN OF TIMES)
作詞：鈴木計見 / 作曲：TIGER BOYS / 編曲：星野靖彦
3rdシングルのカップリング曲。
5. BROKEN HEART (BROKEN HEART / NORMA SHEFFIELD)
作詞：鈴木計見 / 作曲・編曲：GROOVE SURFERS
5thシングルのカップリング曲。
6. BECAUSE I NEED YOU (BECAUSE I NEED YOU / LOLITA)
作詞：えびね遊子 / 作曲・編曲：GROOVE SURFERS
7. REALITY (REALITY / DR'S GIRL)
作詞：えびね遊子 / 作曲・編曲：GROOVE SURFERS
8. Kiss me Kiss me, Baby (KISS ME KISS ME BABE / VIRGINELLE)
作詞：鈴木計見 / 作曲・編曲：HINOKY TEAM
2ndシングル。
9. SUMMER TIME (SUMMER TIME / ANNALISE)
作詞：鈴木計見 / 作曲・編曲：GROOVE SURFERS
4thシングルのカップリング曲。
10. 恋するヴェルファーレダンス 〜Saturday Night〜 (HYPER J-EURO MIX) (SATURDAY NIGHT / WHIGFIELD)
作詞：秋元康 / 作曲・編曲：A.PIGNAGNOLI - D.RIVA
デビューシングル。アルバム用にミックスが変更され、台詞のパートがなくなっている。
11. Seventies (SEVENTIES / MEGA NRG MAN)
作詞：鈴木計見 / 作曲・編曲：GROOVE SURFERS
4thシングル。
12. GET MY LOVE! (TAKE MY GUM / DOLLY POP)
作詞：えびね遊子 / 作曲・編曲：SYRUPS
5thシングル。
13. STRANGER IN THE NIGHT (STRANGER IN THE NIGHT / JEAN CORRAINE)
作詞：えびね遊子 / 作曲・編曲：GROOVE SURFERS